# 日本の未来を考える勉強会
日本の未来を考える勉強会（にほんのみらいをかんがえるべんきょうかい）は、日本の自由民主党に所属する国会議員が結成した議員連盟である。

## 概要
自由民主党の国会議員である安藤裕が2017年4月に立ち上げた勉強会を基に、2020年2月26日に発足。会員数30名（2020年9月18日現在）。
財政出動による経済成長と、経済成長による債務対GDP比の改善によって財政再建を同時に行うという考えの上げ潮派や反緊縮派の議員が所属しており、「プライマリバランスの黒字化目標の撤廃」「消費税減税」「国債を財源とした社会保障と公共事業の拡充」といった内容の提言を行っている。
2020年の新型コロナウイルスの流行に際して、日本の尊厳と国益を護る会と合同で「消費税減税」に向けての緊急声明を発表した。
安藤は2021年10月の第49回衆議院議員総選挙に立候補を見送った。その後、勉強会は同年12月5日に解散した。

## 主張

### 財政運営
- 緊縮財政、構造改革、グローバル化は日本の経済成長を止め,国民を貧困化し格差を拡大させることで日本の国力を低下させた[6][リンク切れ]。
- プライマリーバランス黒字化目標は当面延期し、デフレ完全脱却までは未来への投資をはじめ大胆に財政支出を拡大すべき。
- 地方自治体に特別枠予算を設定しあらゆる政策の地方負担分について、各種耐震化や上下水道設備更新、道路橋梁更新、治水治山対策など、当面5ケ年程度は全額国費負担とし全面的に推進すべき。
- 国土強靭化を強力に推進し、今後予想される大規模災害に対し予算規模を明記した超長期計画を策定するとともに、この予算についてはプライマリーバランスの枠外とし、確実に実行できる体制を整え、国費最低２兆円**規模を最低10年継続する計画と予算を確保するべき。
- 科学技術投資、教育投資を拡大し、国立大学法人・研究開発法人の運営費交付金の増額や研究者の処遇改善と無期雇用化、目先の成果を求めない研究開発予算の拡大。給付型奨学金の大幅拡充を行うべき

### 社会保障・少子化対策
若者の貧困化と不安定雇用こそ少子化問題の本丸であると主張し、以下の政策を提言している。
- 生活困窮者、児童虐待等の実態の対策および災害時に対応するための地方公務員増員・確保
- 低所得層への家賃補助
- 生活保護支給額の引き上げ等最低生活費の見直し・増額
- 医療受診時の自己負担軽減
- 貸与型奨学金減免、給付型奨学金の大幅拡充
- 労働者派遣業の職種制限等の規制強化、非正規雇用の縮減・正規雇用化と所得増
- 子育て手当の拡充
- 長期的に最低保証年金月額20万円の検討。
- 就職氷河期世代対策
- 官が実現できる賃上げおよび処遇改善の実施
- 人手不足分野（介護、保育、建設等）で公的に賃金を決定できる分野での労務単価の大幅な引き上げ。
- 官製ワーキングプアの撲滅
- 国および地方自治体の非正規職員の正規化および処遇改善。

### 国民を守るための｢真水100兆円｣令和2年度第2次補正予算編成に向けた提言
2020年5月1日に「2020年のコロナウイルスの流行の感染拡大を全力で防ぐと共に、コロナショック以前の国民生活、雇用、経済力、及び生産能力を維持すること」を目標に以下の提言を行った。
- 「持続化給付金」の大幅拡充
- 中小企業に対する政府保証による資本注入
- 医療・介護の現場への支援
  - 危険手当等大幅な処遇改善
  - 必要物資の確保
  - 医師が必要とする抗体検査やPCR検査体制の強化
  - ワクチンや薬剤研究推進のための財政措置
- 地方公共団体への臨時交付金等の大型追加交付
- 「特別定額給付金」の複数回追加給付
- 「高等教育就学支援制度」の拡充
- 公務員の積極的採用
- 「消費税0％」による国を挙げた消費喚起の実現について「タブー視せずに積極的に検討する」

## 勉強会の講師
外部から上げ潮派・反緊縮派の経済学者や経済評論家の講師を招き、議員を対象とした勉強会を定期的に開催している。主な講師は以下の通り。
- 藤井聡
- 中野剛志
- 三橋貴明
- 青木泰樹
- 大石久
- 島倉原
- 会田卓司
- 大石久和
- 田村秀男
- 室伏謙一
- 施光恒
- 本田悦朗
- 森田実
- 鈴木傾城
- 神野直彦
- 森永康平

## 所属議員
2022年4月現在
【執行部】
- 中村裕之（副会長）
- 黄川田仁志（副幹事長）
- 城内実（顧問）

【衆議院】
- 穂坂泰
- 鈴木貴子
- 井野俊郎
- 高木啓
- 簗和生
- 今枝宗一郎
- 小林茂樹
- 長坂康正
- 本田太郎

【参議院】
- 小川克巳
- 進藤金日子

## 過去の在籍者
- 安藤裕（会長・2021年に不出馬）
- 上野宏史（2021年に落選）
- 門博文（2021年に落選）
- 神谷昇（2021年に落選）
- 木村哲也（2021年に落選）
- 高橋比奈子（2021年に落選）
- 原田憲治（2021年に落選）
- 中西哲（副会長・2022年に引退）
- 杉田水脈（2024年に引退）
- 青山周平（事務局長・2024年に落選）
- 石川昭政（幹事長・2024年に落選）
- 泉田裕彦（2024年に落選）
- 高木宏壽（2024年に落選）
- 谷川とむ（2024年に落選）
- 藤原崇（2024年に落選）
- 務台俊介（2024年に落選）
- 足立敏之（2024年に死去）